# 延寿寺 (関市)
延寿寺（えんじゅじ）は岐阜県関市東志摩にある十一面観音菩薩を本尊とする曹洞宗の寺院。山号は仙島山。中濃八十八ヶ所霊場第41番札所である。
養老3年（719年）に真言宗の寺として開かれたとされるが詳細不明。平安時代に起きた前九年の役の際に当地を訪れた源頼義、源義家が神光寺とその下にあった十二坊の整備を行った際には坊の一つであったとされる。その後衰微するが、江戸時代の元和年間に梅庭林広が林広庵として再興を果たした。水害により現在地に移転し、元和8年（1622年）に龍泰寺14世の蘭室正芳を招いて曹洞宗に改め、寺名も元の延寿寺に戻した。明治9年（1876年）、龍泰寺43世愚門正海により法地へ昇格する。